# Richard William George Dennis
Richard William George Dennis (ur. 13 lipca 1910 w Thornbury, zm. 7 czerwca 2003) – angielski mykolog i fitopatolog.

## Życiorys
Urodził się w Thornbury w hrabstwie Gloucestershire w Anglii. Jego ojciec był nauczycielem. R.W.G. Dennis uczył się w Thornbury Grammar School, a studiował geologię i botanikę na Uniwersytecie Bristolskim. W 1930 r. otrzymał stanowisko w Wydziale Hodowli Roślin w West of Scotland Agricultural College w Glasgow. Zajmował się tu badaniem chorób owsa. W 1934 r. na podstawie tych badań obronił pracę doktorską na Uniwersytecie Bristolskim. W 1939 r. uzyskał stanowisko asystenta fitopatologii w Departamencie Rolnictwa w Edynburgu. W 1944 r. wrócił do Anglii, gdzie został asystentem Elsie Maud Wakefielda, szefa mykologii w Kew Gardens. Po jego przejściu na emeryturę R.W.G. Dennis w 1951 r. przejął jego stanowisko i pozostał w Kew Gardens aż do przejścia na emeryturę w 1975 roku.

## Praca naukowa
Jego wczesne publikacje dotyczyły fitopatologii, ale w Kew Gardens prowadził badania w zakresie taksonomii grzybów, ze szczególnym uwzględnieniem workowców (Ascomycetes). Efektem tych badań była seria artykułów o brytyjskich workowcach. Wraz z A.A. Pearsonem dokonał także krytycznej rewizji  brytyjskich podstawczaków.
W 1949 r. Dennis zbierał grzyby na Trynidadzie i Jamajce, a w 1958 w Wenezueli. Te wycieczki terenowe zaowocowały wieloma ważnymi artykułami o mykobiocie tych rejonów. Od dawna interesował się także grzybami Hebrydów i po przejściu na emeryturę zajął się terenowymi wyprawami w poszukiwaniu grzybów na Hebrydach. Zaowocowało to szeregiem artykułów, a w 1986 r. opracował obszerną listę grzybów Hebrydów. Kontynuował pracę w Kew jako honorowy pracownik naukowy. Ostatni swój artykuł opublikował w 1999 r.
W sumie R.W.G. Dennis w latach 1931–1999 opublikował ponad 200 książek i artykułów.
Opisał wiele nowych gatunków grzybów. W nazwach naukowych utworzonych przez niego taksonów dodawane jest jego nazwisko Dennis. Jego nazwiskiem nazwano niektóre rodzaje grzybów: Dennisiella Bat. & Cif., Dennisiodiscus Svrcek, Dennisiomyces Singer, Dennisiopsis Subram. & Chandrash.,  Dennisographium Rifai, a także ponad 40 gatunków.